# 卡斯特罗 (巴拉那州)
卡斯特罗（葡萄牙語：Castro）是巴西巴拉那州的一个市镇。总面积2531.503平方公里，总人口67708人，人口密度26.7人/平方公里。